# 特鲁德灵-里姆

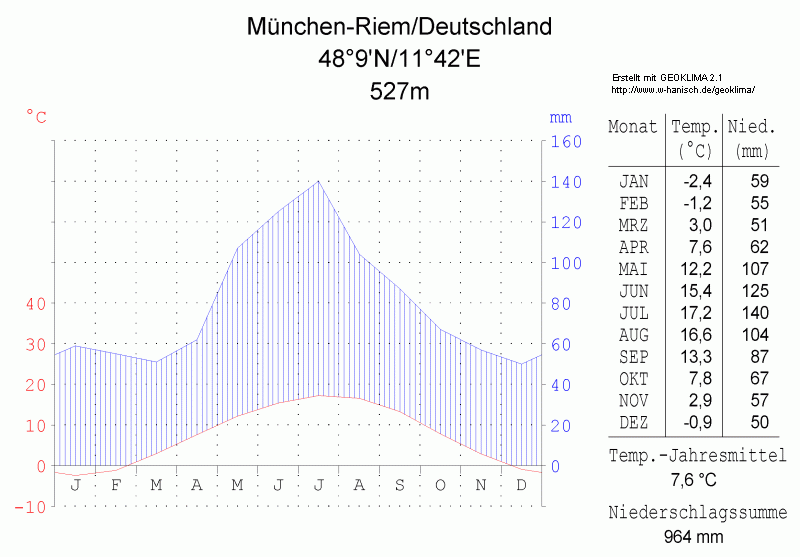
慕尼黑-里姆气候图

特鲁德灵-里姆（德語：Trudering-Riem）是德国巴伐利亚州首府慕尼黑的市辖第15区。

## 方位及划分
特鲁德灵-莱姆市辖区包含慕尼黑的东部地区。与其接壤的分别是西部的市辖区莱姆畔山和博根豪森，南部的市辖区拉默斯多夫-佩拉赫，北部的约翰内斯基兴以及东部的市镇阿施海姆、费尔德基兴、哈尔和普茨布伦（均属慕尼黑县）。
它存在以下几个分区：
- 莫斯费尔德畔（德语：Am Moosfeld）
- 特鲁德灵花园城（德语：Gartenstadt Trudering）
- 教堂特鲁德灵（德语：Kirchtrudering）
- 里姆博览城（德语：Messestadt Riem）
- 新特鲁德灵（德语：Neutrudering）
- 里姆
- 街道特鲁德灵（德语：Straßtrudering）
- 森林特鲁德灵（德语：Waldtrudering）

里姆的历史地方中心位于马丁·恩培尔环路旁的圣玛尔定教堂周边。教堂特鲁德灵的历史地方中心则位于教堂特鲁德灵街旁的圣伯多禄圣保禄教堂周边。

## 历史

### 特鲁德灵历史
关于特鲁德灵的最古老文字记载可在公元772年以的名义找到。这个称谓可归因于一个氏族领袖或的专有名词（另有来源称）。

#### 原史时代
特鲁德灵早在石器时代便已有人类居住。早期在此定居可能是由于这是水源丰富的地区。在特鲁德灵铁路线旁出土的一个石斧，估计已超过5000年历史。而在兴建慕尼黑-里姆机场的过程中，又在距格隆斯多夫教堂以北600米处发现了两个哈尔施塔特时期的坟丘。在特鲁希特哈里草场（Truchthari-Anger），即马丁·恩培尔环路附近，于1999年夏天的发掘调查实验中出土了一个哈尔施塔特时期的骨灰罈，从而发现了来自拉坦诺文化的一个定居点遗迹（以及来自古罗马时期的一个窑炉）。在逾千件出土文物中，一个包含保存较为完好的骨骼连同青铜剑和陪葬餐具的凯尔特人墓葬具有较高的考古价值。这些出土文物有部分可在巴伐利亚州立考古陈列馆的史前及原史时代展厅中找到。2000年末，一个拉坦诺时代初期的定居点又在哈夫街附近出土。
通过在1980年6月进行的考古航拍，明确了在里姆机场北部的一个以往大型木结构建筑的痕迹。这个有25米长和10米宽、由柱廊镶嵌的建筑很有可能是古罗马的农庄。
慕尼黑周边最大的原史时代墓地是在1955年8月，于马丁·恩培尔环路以南的拉彭径附近，即新展会用地中被发现，并由纪念物保护办公室进行系统性公布。这是来自公元7世纪的约100个配置朴素的墓葬。保存下来的物品包括有耳环、皮带等饰物、刀具以及其它表明农业定居者身份的小物件；一副在肘窝残留萨克斯剑的骨骸；而头盔和骑枪的残余也可在一些墓葬中发现。

#### 公元500年－“特鲁希塔罗”定居点
大约在公元500年左右，一个名为“特鲁希塔罗（Truchtaro）”或类似名称的农民兼氏族领袖，携同其氏族、雇农和女佣在特鲁德灵地区定居。当时这里仍有熊和狼在林地环境（灌木林、桦木林和栎木林）中出没。特鲁西塔罗极有可能曾是一位封建领主的扈从，即贵族地主法加纳。而法加纳家族曾是巴伐利亚早期最具影响力的统治家族之一，这一点在《巴伐利亚大典》中有明确提及。而特鲁希塔罗庄园的所在方位，如今已不可考。经过大量的研究，最可能的首个定居点所在地被确定为教堂特鲁德灵的泽恩特农庄（Zehentbauerhof）。随着特鲁希塔罗氏族的发展，他们开始与在周边地区安家的其它氏族发生联系，当中很有可能也包括当地的“土著人”。因此，特鲁希塔罗的定居点逐渐形成村庄，人们根据首批定居者将其称之为特鲁德林加（Truhtheringa）、特鲁希特林加（Truchteringa）或类似名称，直至如今演变成特鲁德灵（Trudering）。特鲁希特林加距离南部两个重要的大公宫廷，即掌握伊萨尔河通道的上弗灵和阿施海姆并不算太远，其中塔西洛三世公爵曾在756/757年在那里召开了首次巴伐利亚国家宗教会议和首次巴伐利亚国家议会。

#### 希提普兰特的赠与证明书
提及特鲁德灵的已知最古老的和留存下来的书面证据是源自公元772年的一份赠与证明书。该证明书证明的是，在特鲁德林加境内的希提普兰特地产，包括他本人的采邑以及从家庭成员、末任阿吉洛芬格公爵塔西洛三世获得的部分，均转让给弗赖辛教区。
根据以拉丁文书写的书面文件中写到：
此次赠与是通过多个贵族的签署作见证，包括被归为霍西家族的拉托尔特（Ratolt）、波波（Popo）和西图利（Situli）。这些贵族甚至也是在与其相关的地点成立后被首次提及，例如博根豪森的波波，成立弗莱曼的西图利，以及同样属于弗莱曼和相邻的格隆斯多夫的的氏族创始人拉托尔特。尽管希提普兰特的资产慷慨赠与了教会，但特鲁德灵的其它部分仍继续保留贵族庄园地位。

#### 贵妇乌塔及乌塔传说
特鲁德灵的另一个重要创始人是贵妇人乌塔（Uta）。在1080年至1090年间，贵妇乌塔将特鲁德灵的大部分土地转让给教会。但相关的证明文件都仅用第三人称表述。这一事件很快便被引申为多个故事和传说。
有多少乌塔的土地（550塔格维克的可耕地）被转让给教会，很少有人知道。甚至直到上个世纪，特鲁德灵仍有许多人念及她慷慨的捐赠，在每个礼拜日纪念这位女士、并在周年日中祈祷救赎他们的灵魂。因此作为祷告仪式中更愉悦的组成部分，人们会带上面包进行捐赠。
在多个乌塔传说的版本中，较为著名的一个是说乌塔的丈夫是个卑鄙的骑士（通常称为“库诺”），经常虐待他的农奴。其妻子在另一方面产生怜悯之心，并试图暗地里从城堡将面包、鸡蛋和火腿赠与病人和挨饿者，以减轻她丈夫犯下的过错。然而有一天当她回到城堡，她见到城堡伴随着突如其来的隆隆巨响被地表吞噬——当中包括无情的骑士库诺。这个窟窿自此被人们称为“乌塔之洞（Uta-Höhle）”。相关的洼地实际上是存在的。洼地的特点是，其上层地质与周边相同。它看起来是从地表深陷，并且上层地质也已往下沉。周边的农民叙述了一个城堡坏骑士，连同他的恐怖统治经历了一个可怕的结局。
乌塔赠与的土地是由教会作为封地租赁给农民，后者必须为此履行纳税的义务。特鲁德灵的教堂是在乌塔的赠与中（约1085年）被首次提及。
最初的教堂是以哥特式风格建造。首个已知的当地神职人员名叫哈灵（Haring），其墓碑（1474年）至今仍保存完好。教堂旁不到20米的地方便是排水设施许尔沟的起点。

#### 从中世纪至现代

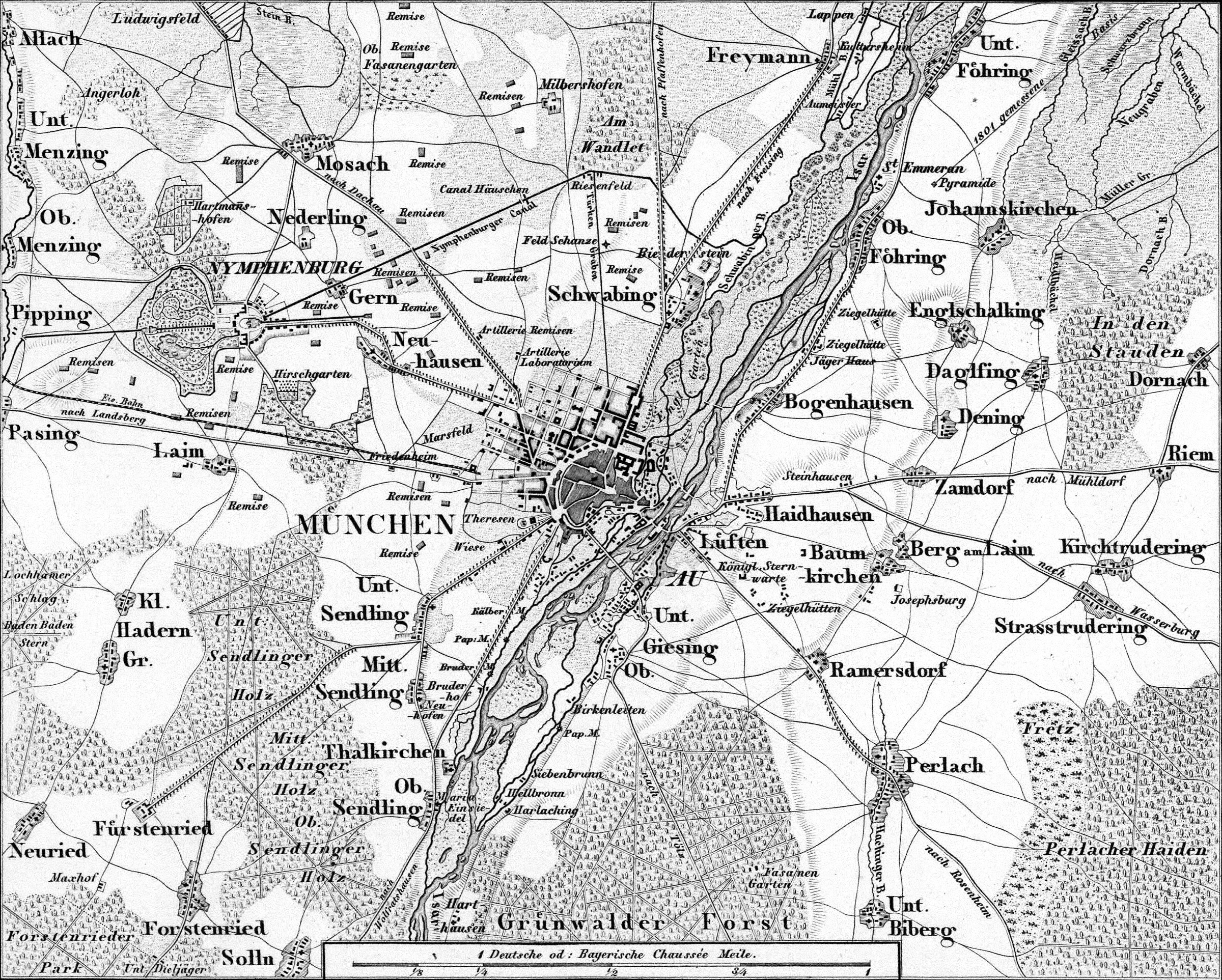
1858年的特鲁德灵及里姆地图

在12和13世纪，两个中世纪前期的定居点核心教堂特鲁德灵和街道特鲁德灵作为双村庄共同发展。特鲁德灵越来越多的设备也在慕尼黑市民阶层感兴趣的地方兴起。慕尼黑历史从一开始便与特鲁德灵有着极强的联系，因为慕尼黑在1158年建城后，其自因河畔瓦瑟堡或赖兴哈尔/萨尔茨堡而来的重要盐路便是需要经过特鲁德灵地区。许多享有特权的贵族不仅购买，甚至还在特鲁德灵获得采邑，例如在1352年的乌尔里希·拉高施（Ulrich Ragausch）。
唯一的例外，是在教堂特鲁德灵的一个大型地皮——作为可能属于巴尤瓦伦人在公元6世纪的首个定居点的核心，即希提普兰特赠与的地区，它通常会被馈赠、交换或出售。
在接下来的几个世纪，特鲁德灵居民经历了持久的起伏。灾害、瘟疫和三十年战争使得特鲁德灵在16和17世纪多次面临彻底瓦解的边缘。
特鲁德灵于1818年正式建镇，它由教堂特鲁德灵和街道特鲁德灵组成。20世纪初，当局在全镇范围内建立了若干定居点，因此兴起了特鲁德灵花园城、森林特鲁德灵和新特鲁德灵。至1932年4月1日，特鲁德灵被并入慕尼黑；其最后一任镇长为迈克尔•凯勒（Michael Keller） 。
毗邻自然的市辖区曾长期遭受飞行噪音的影响，因为原慕尼黑-里姆机场是位于里姆和特鲁德灵之间。特鲁德灵也曾发生过多次飞机坠毁事故。最严重的一次发生在1958年2月6日，一架载有曼彻斯特联足球队的英国欧洲航空609号班机在升空失败后在特鲁德灵郊外坠毁，共造成机上23人罹难，另外21人受伤。事故主因是跑道上过多的积雪使得螺旋桨飞机能未能达到起飞所需的安全速度。自2004年以来，在坠机现场竖立起了一座纪念碑。
在1987年8月11日发生的另一次空难则造成了9人罹难。一架双引擎轻型飞机在瓦瑟堡州县公路位于尼古劳斯·普鲁格径的路段中坠毁，并擦过慕尼黑城市公共事业公司的一辆市内巴士。后者和附近的麦当劳餐厅被完全摧毁。1989年，另一架飞机坠入一栋居民楼，造成两名飞行员丧生。里姆机场最终于1992年5月16日关闭。
在最后一次坠机的七年后，于1994年9月20日在距离出事地点仅几百米处又发生了一宗特鲁德灵巴士车祸，在建设新的特鲁德灵地铁站的过程中，车站旁尚未完工的隧道天花板被洪水冲塌，导致一辆市内巴士在倒车时坠入深渊。为了纪念罹难的3人（2位乘客及1位试图提醒巴士司机的地盘工人），当局在特鲁德灵车站的汽车站旁设立了一座纪念碑。
1999年5月29日，从市中心至新展览场地的一条新地铁线路正式开通。
作为特鲁德灵的一条重要连接道路，沙茨弯路（Schatzbogen）是以建筑师汉斯·沙茨（Hans Schatz）命名，后者也是1919年至1923年间的特鲁德灵镇长。
特鲁德灵如今被视为慕尼黑的一个高档住宅社区，其居民也有良好的经济状态。因此整个慕尼黑有14.9%的最高收入家庭都居住在特鲁德灵，其最具购买力的家庭比例也冠绝全州府（每个分区居民平均每年消费28731欧元）。此外瓦尔的特鲁德灵也是慕尼黑最昂贵的住宅区之一。
不同于相邻的地区里姆会展城和新佩拉赫，特鲁德灵通过其众多的单户住宅、整洁小巧的居民区和完好的“村庄内核”而获得了小型城市的特质。例外的只有在特鲁德灵花园城和森林特鲁德灵之间、建于和平大道旁的大型工程项目以及位于巴尤瓦伦街旁的定居点。它们从社会学的角度来看是属于多层建筑和混合型建筑的代表。

### 里姆历史

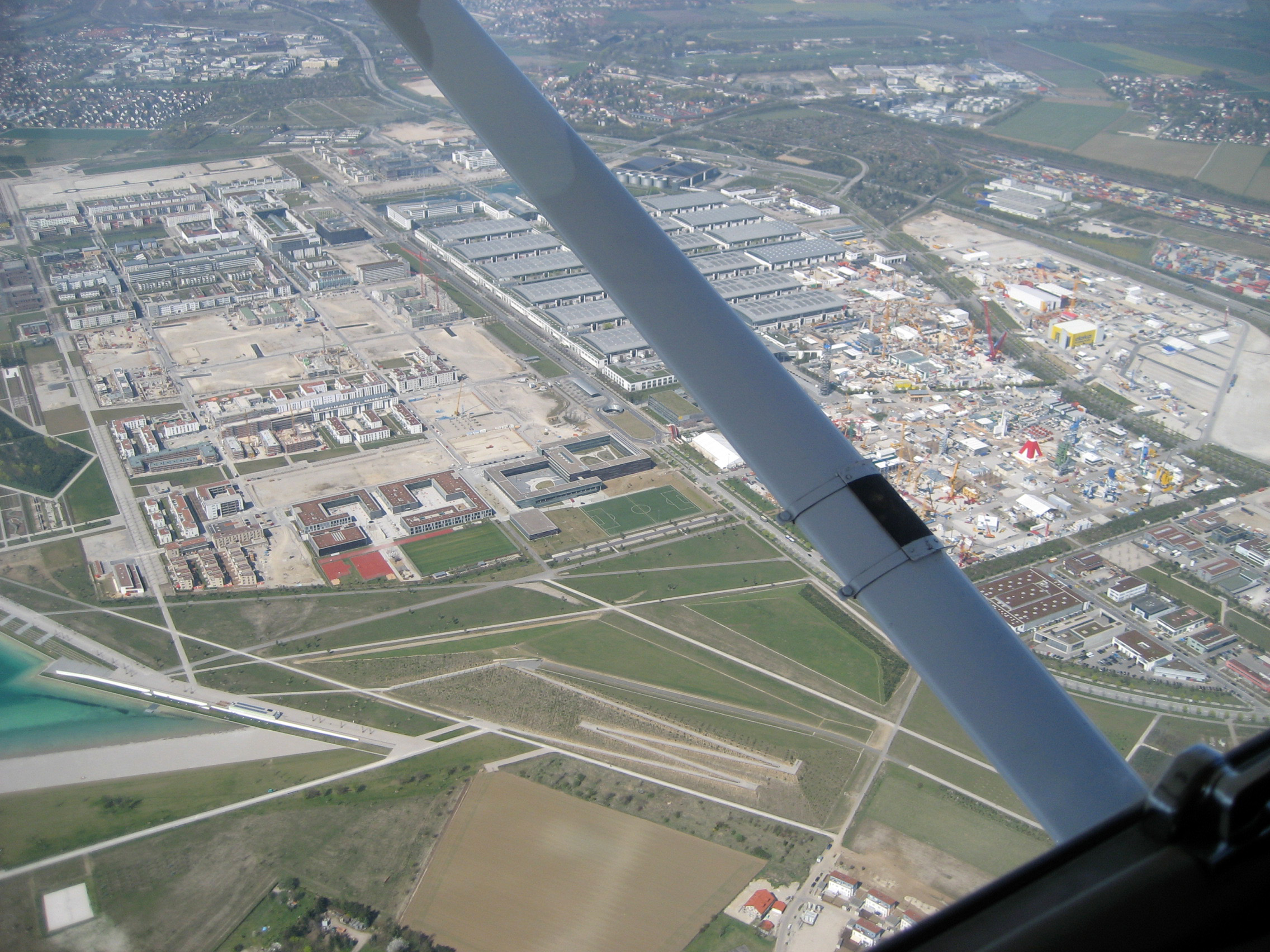
里姆博览城（左）及慕尼黑展会（右）鸟瞰

从里姆地区出土的许多考古遗迹可以发现，其历史最早可以追溯至公元前700年。里姆首次于文献中被提及是在957年/972年（另有来源称788年），但它很有可能是在700年左右便由一位弗兰肯骑士所创立，并连同其农奴开始在那里定居。里姆最初的名称可能兴起自公元9世纪，其含义引申自“腰带”，因为这一地点最初连同其庭院是像腰带一样环建在教堂周围。但也有其它的说法将这一名称理解为“运河畔的移民区”或“檐水畔”，这一假设是来自许尔沟的一条地下水支流，而它们正是在里姆的地表交汇。
在原先的村庄里姆竖立有如今特鲁德灵-里姆区内最古老的教堂。1183年，距离首次被提及约200年后，里姆成为教区村庄，因其石制的圣玛尔定教堂被书面记录在案。里姆是数百年来在慕尼黑－米尔多夫路线上马车运输的一个重要邮驿和休息点。
自1818年起，里姆成为一个独立的市镇，随后也有一段时间从属于市镇多纳赫（Dornach，现为阿施海姆的一部分）。从1895年至1897年，一座跑马场在里姆落成。其整合至城市慕尼黑则发生于1937年1月1日。
里姆直到1992年都是慕尼黑-里姆国际机场的所在地。自1994年起，有部分旧的机场用地开始改造为新的展览场地和住宅。塔台和徽章馆则作为法定古迹获得保留。新创建的分区里姆博览城是通过高速公路与分区里姆分隔。那里在2004年开设了一个里姆购物廊，包含有商店、精品店、餐厅和酒店等设施，它旁边是一个普世教會的教堂中心。
旧机场的大部分用地被重新设计为里姆公园，它在2005年4月28日至10月9日间承办了德國聯邦園藝博覽會。
2006年9月10日，教宗本笃十六世在里姆展览场地对25万名信众举行了弥撒。市内没有其他固定场地具备为此所需的面积。它为此目的甚至还建造了一个巨型的祭壇。

### 米夏埃利堡

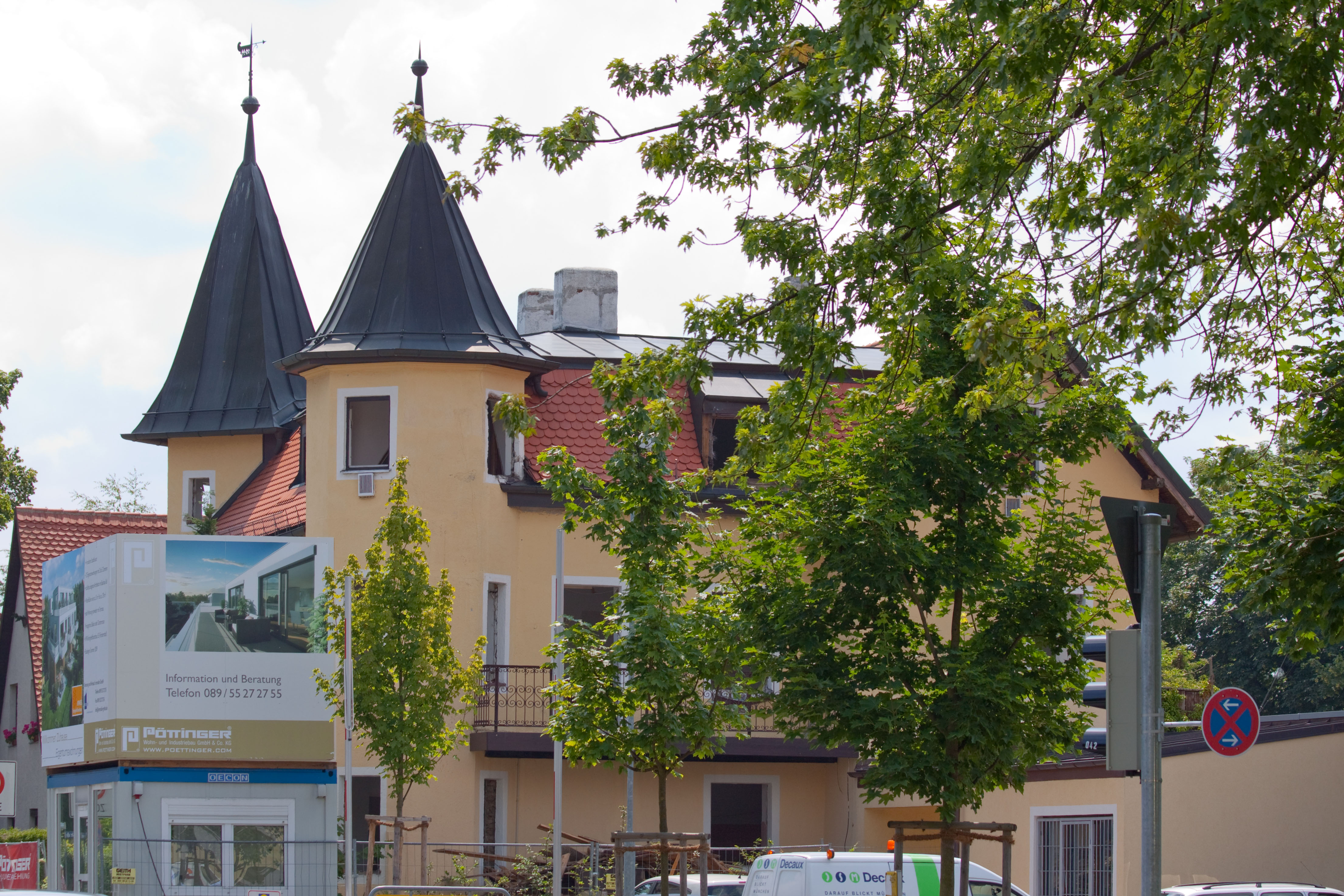
被拆除前的米夏埃利堡（2009）

定居点米夏埃利堡是如今次级行政区街道特鲁德灵的西南部分。它是以当地首位定居者——米夏埃尔·奥伯梅耶（Michael Obermeyer）而命名，并且是由于他在1898年建造的客栈有一个城堡特质的塔楼。在20世纪初兴起的定居点有一部分位于佩拉赫，一部分则位于特鲁德灵镇的地带，它们连同原市镇分别在1930年1月1日和1932年4月1日被并入慕尼黑市。
没有作为法定古迹的米夏埃利堡建筑本身如今已被拆除，取而代之的是三栋多户住宅。

## 基础设施

### 交通

#### 道路交通
市辖区是通过瓦瑟堡州县公路和克莱勒街与中环公路及99号高速公路相连。94号高速公路在区内也设有三个出入口。大量的主要街道贯穿街区并延伸至相邻的慕尼黑市辖区和市镇。

#### 铁路

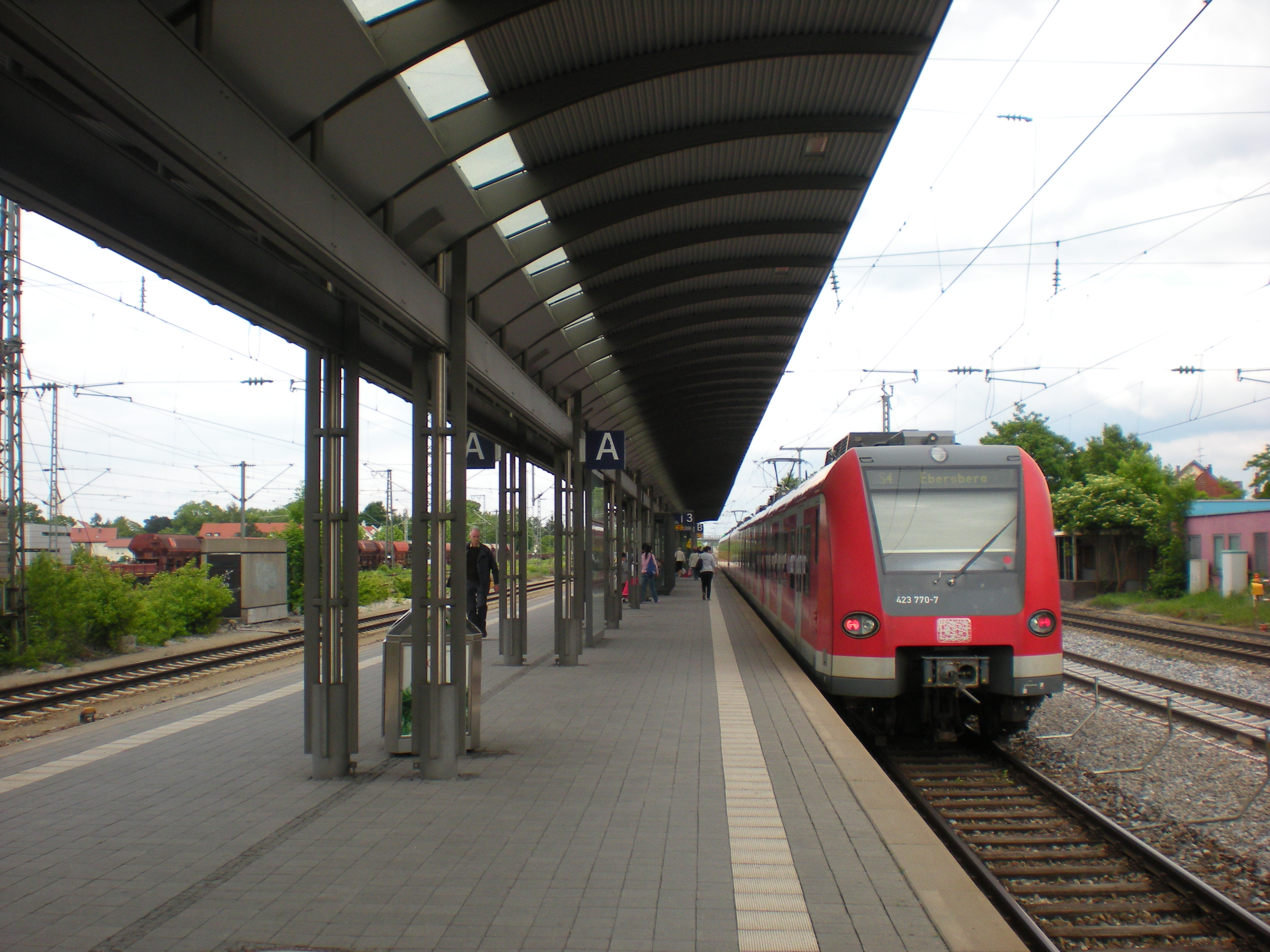
特鲁德灵城铁站

在市辖区特鲁德灵-里姆境内有三条铁路线经过。其中于1871年10月15日通车的慕尼黑－罗森海姆铁路是沿着分区教堂特鲁德灵、街道特鲁德灵和森林特鲁德灵的边界伸展。作为当时区内唯一的铁路车站，特鲁德灵站便是在这条线路上提供服务。在此之前，慕尼黑－米尔多夫铁路是在1871年5月1日建成通车，它同时组成了市辖区直至莱姆街的北部边界。此后，随着线路的进一步开通，慕尼黑-里姆车站成为了与慕尼黑县相邻的地界的线路车站。另一条仅供货运使用的单线铁路是在1909年6月5日通车的慕尼黑北环铁路，它在市辖区内是从特鲁德灵车站建立一条慕尼黑东－慕尼黑机场铁路的连接线通往达格芬。
由于对通往南部和东南部方向的长途运输线具有重要意义，慕尼黑－罗森海姆铁路已于1892年扩建为复线。1897年，地处特鲁德灵附属区的慕尼黑-莱姆畔山乘降所也落成迎客。随后线路在1927年则实现了电气化，这可能是与慕尼黑北环铁路同时展开的。尽管线路上有行经有大量快速列车，但特鲁德灵车站仅可通过简单的旅客列车与慕尼黑相连。通往米尔多夫的铁路也同样扩建为复线。随着慕尼黑城市快铁网络投入运营，这条线路也实现了电气化。城市快铁网络的建成除了向慕尼黑市中心提供更快捷的联系外，还在特鲁德灵的服务区域内新开了格隆斯多夫乘降所。通往罗森海姆的铁路直至格拉芬是由城市快铁4号线提供运营，通往米尔多夫的铁路直至马克特施瓦本则是由城市快铁2号线提供运营。
在慕尼黑-里姆车站的东侧设有德国铁路子公司——德国公铁转运公司（Deutsche Umschlaggesellschaft Schiene-Straße, DUSS）于1992年设立的转运车站。这个所谓的“慕尼黑-里姆DUSS终端（DUSS-Terminal München-Riem）”以其包含的十条700米长轨道而成为德国最大规模的同类型设施。每五条轨道都由一个龙门起重机所覆盖。2012年，该转运站又新增了五条轨道和一个龙门吊。

#### 市内交通

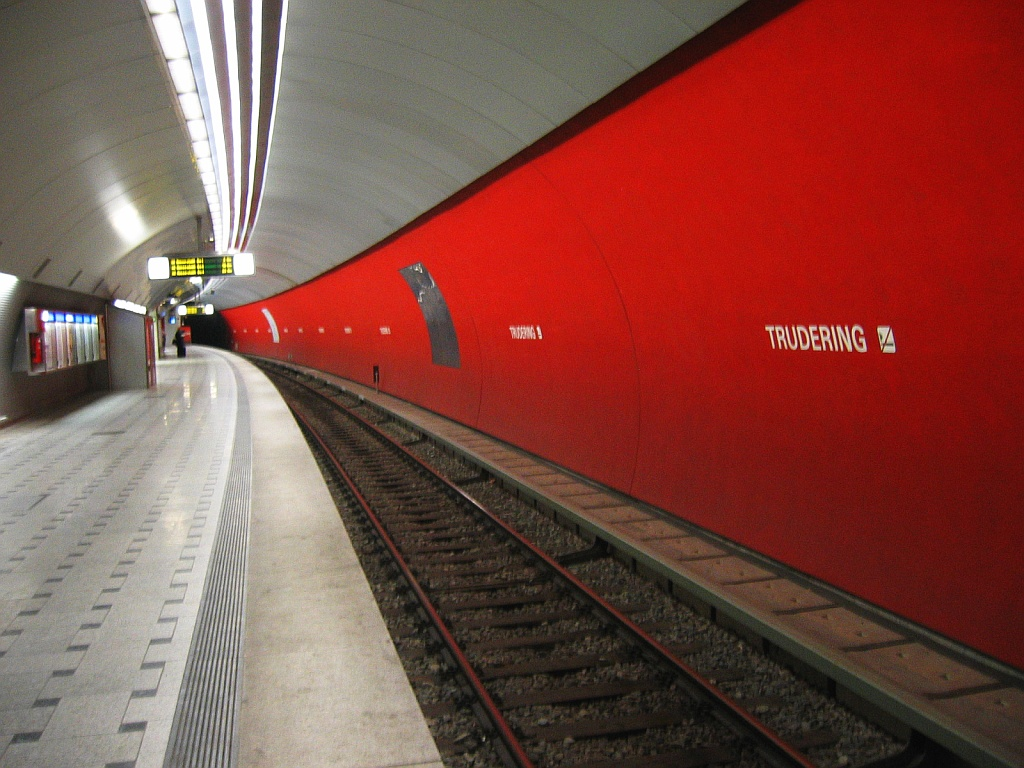
1999年落成的特鲁德灵地铁站

在公共短途运输方面，特鲁德灵是以慕尼黑-特鲁德灵地铁及城铁站作为中央换乘枢纽。这里自1972年以来有城市快铁列车停靠，自1999年则增加了地铁停靠。从居住区内还提供有慕尼黑交通公司开设的139、146、192、193和194路巴士通往特鲁德灵车站。
慕尼黑的夜间线路网络直至2007年12月起才接入特鲁德灵。N19路夜间有轨电车在终点站圣维特街始发，N49路则在周六、周日和节假日作为环线服务于次级行政区新特鲁德灵、特鲁德灵花园城、森林特鲁德灵和街道特鲁德灵之间。
里姆博览城是通过在1999年延长的地铁二号线所增设的博览城西站和博览城东站与公共短途运输相连。博览城内的中央换乘枢纽为博览城西站，除了地铁外，139、189、190、263和264路巴士也在此停靠，这些巴士可将附近的居民区和慕尼黑周边地区与地铁站联系在一起。老里姆的交通枢纽则是慕尼黑-里姆车站。服务于此的除了两条城市快铁线路外还有190、194、263和264路巴士。189路巴士同样通过老里姆，但仅绕行里姆车站的南侧。
莫斯费尔德地铁站和格隆斯多夫城铁站则开拓为小型的汇集区。

### 工业及服务业结构
日用品商店和超级市场主要能在特鲁德灵街旁的施穆肯径、瓦瑟堡州县公路的范特西街路段以及近几年来也能在和平大道的新建区域中找到。远离主要干道的特鲁德灵其它地区则很长一段距离没有商店，日常购物只能通过驾车或巴士来克服。作为主干道的瓦瑟堡州县公路沿线还入驻有相当数量的车行、加油站和快餐店。
里姆博览城设有购物中心——里姆购物廊。由于特鲁德灵-里姆主要为居民社区，大型的连片工业用地仅可在莫斯费尔德的斯塔格鲁勃环路沿线以及里姆博览城的边缘地带找到。
慕尼黑国有皇家宫廷酿酒厂已于1980年代从海德豪森的宫廷酿酒窖搬迁至里姆的94号高速公路附近。
慕尼黑市立图书馆有一个中等规模的分馆被安置在森林特鲁德灵的瓦瑟堡州县公路旁。
巴伐利亚红十字会慕尼黑县分会在特鲁德灵街288号、即旧特鲁德灵市政厅内的救护站常驻有五辆应急车辆（一辆24小时候命救护车、一辆从6时至22时候命救护车、两辆各每8小时候命和6小时候命的医务车，以及一辆24小时候命、用于重大灾难的快速派遣队救护车）。从救护站可对特鲁德灵-里姆的整个区域，以及周边市分区和市镇提供服务。

### 学校
在市辖第15区内共有七所小学和两所初中，其中的两所小学和一所初中位于里姆博览城。此外自2005年以来在特鲁德灵车站附近还有一所私立实用中学。位于和平大道旁的一所独立的特鲁德灵文理中学是在2009年获得慕尼黑市议会通过，自2011年起建造并于2013年开幕。迄今为止区内的公立实用中学和文理中学都只能依靠邻区莱姆畔山和新佩拉赫提供学位。
在里姆还设有一所为农民、家政业者和练马师提供职业培训的州立慕尼黑土地职业学院。

## 人口统计
(截至每年12月31日)
| 年份 | 人口   | 外国人（比例）  | 面积 （km²） | 人口密度 （每km²） | 来源及其它数据                                  |
| ---- | ------ | --------------- | ------------ | ------------------ | ----------------------------------------------- |
| 2000 | 42,996 | 5,828 (13.6 %)  | 22.4539      | 1,915              | 慕尼黑统计年鉴2001 （页面存档备份，存于） (PDF) |
| 2001 | 45,403 | 6,687 (14.7 %)  | 22.4539      | 2,022              | 慕尼黑统计年鉴2002 （页面存档备份，存于） (PDF) |
| 2002 | 47,186 | 7,456 (15.8 %)  | 22.4539      | 2,101              | 慕尼黑统计年鉴2003 （页面存档备份，存于） (PDF) |
| 2003 | 47,919 | 7,493 (15.6 %)  | 22.4549      | 2,134              | 慕尼黑统计年鉴2004 （页面存档备份，存于） (PDF) |
| 2004 | 48,914 | 7,546 (15.4 %)  | 22.4549      | 2,178              | 慕尼黑统计年鉴2005 （页面存档备份，存于） (PDF) |
| 2005 | 50,990 | 8,032 (15.8 %)  | 22.4549      | 2,271              | 慕尼黑统计年鉴2006 （页面存档备份，存于） (PDF) |
| 2006 | 53,915 | 8,723 (16.2 %)  | 22.4471      | 2,402              | 慕尼黑统计年鉴2007 （页面存档备份，存于） (PDF) |
| 2007 | 56,487 | 9,223 (16.3 %)  | 22.4503      | 2,516              | 慕尼黑统计年鉴2008 （页面存档备份，存于） (PDF) |
| 2008 | 59,031 | 9,876 (16.7 %)  | 22.4652      | 2,628              | 慕尼黑统计年鉴2009 （页面存档备份，存于） (PDF) |
| 2009 | 60,879 | 10,321 (17.0 %) | 22.4658      | 2,710              | 慕尼黑统计年鉴2010 （页面存档备份，存于） (PDF) |
| 2010 | 62,756 | 11,078 (17.7 %) | 22.4518      | 2,795              | 慕尼黑统计年鉴2011 （页面存档备份，存于） (PDF) |
| 2011 | 64,983 | 12,173 (18.7 %) | 22.4505      | 2,895              | 慕尼黑统计年鉴2012 （页面存档备份，存于） (PDF) |
| 2012 | 65,869 | 12,466 (18.9 %) | 22.4505      | 2,934              | 慕尼黑统计年鉴2013 （页面存档备份，存于） (PDF) |
| 2013 | 67,009 | 13,023 (19.4 %) | 22.4505      | 2,985              | 慕尼黑统计年鉴2014 （页面存档备份，存于） (PDF) |
| 2014 | 68,063 | 13,747 (20.2 %) | 22.4505      | 3,032              | 慕尼黑统计年鉴2015 （页面存档备份，存于） (PDF) |

由于大量新建区域的持续增密，自1990年代中期起，特鲁德灵-里姆的人口数量开始急剧上升（从1987年的35394人到2012年的逾65000人，增幅达86%）。在旧机场区域上兴建的市分区里姆博览城共提供约5500套住房。

## 政治
特鲁德灵-里姆上一次的区议会选举是在2014年3月16日。其议席分配如下：基社盟13席、社民党8席、绿党5席、自选协2席以及自民党1席。